# Stadion Miejski im. Stanisława Ożoga w Sulęcinie
Stadion Miejski im. Stanisława Ożoga w Sulęcinie – wielofunkcyjny stadion znajdujący się w Sulęcinie. Na tym obiekcie rozgrywają mecze piłkarze Stali Sulęcin. Obiektem zarządza Sulęciński Ośrodek Sportu i Rekreacji.

## Położenie
Stadion położony jest przy ulicy Moniuszki w Sulęcinie, w południowo-zachodniej części miasta. Obiekt od północy i zachodu okala kompleks leśny, a od zachodu i południa kompleks leśny wraz z Winną Górą (66 m n.p.m.) i zabudową mieszkalną ulicy Moniuszki.

## Historia
Przed II wojną światową znajdował się tu plac sportowy. Obiekt powstał po II wojnie światowej, zbudowano m.in. jedną trybunę podzieloną na 3 sektory z 11 rzędami ławek o pojemności ponad 1000 widzów. Stadion od początku służy piłkarzom Stali Sulęcin. W 2014 roku położono nową murawę, a w latach 2016–2017 obiekt przeszedł przebudowę, w wyniku której położono tartanową, czterotorową (sześć na prostej) bieżnię lekkoatletyczną oraz zainstalowano oświetlenie składające się z 12 masztów. W latach 2020–2021 wyremontowano m.in. budynek główny wraz z salą sportową i budynek klubowy.
6 czerwca 1982 roku odbył się tutaj mecz juniorskich reprezentacji Polski i NRD do lat 16. Gospodarze przegrali 0:6, a mecz przyciągnął 2000 widzów.
27 kwietnia 1983 roku rozegrano tu po raz pierwszy w historii finał Pucharu Polski na szczeblu województwa. Przeciw sobie zagrały drużyny Stoczniowca Barlinek i Grunwaldu Choszczno. Zdobywcą Pucharu Polski na szczeblu gorzowskiego OZPN został ostatecznie Stoczniowiec, który wygrał 7:1.
25 maja 2017 roku stadion otrzymał imię polskiego lekkoatlety i olimpijczyka – Stanisława Ożoga.

## Mecze reprezentacji Polski
| Rodzaj spotkania | Data spotkania | Rywal Polski | Frekwencja | Wynik meczu | Strzelcy bramek dla Polski |
| ---------------- | -------------- | ------------ | ---------- | ----------- | -------------------------- |
| MT U-16          | 6 czerwca 1982 | NRD          | 2000       | 0:6 (0:3)   | –                          |